# Doomscrolling

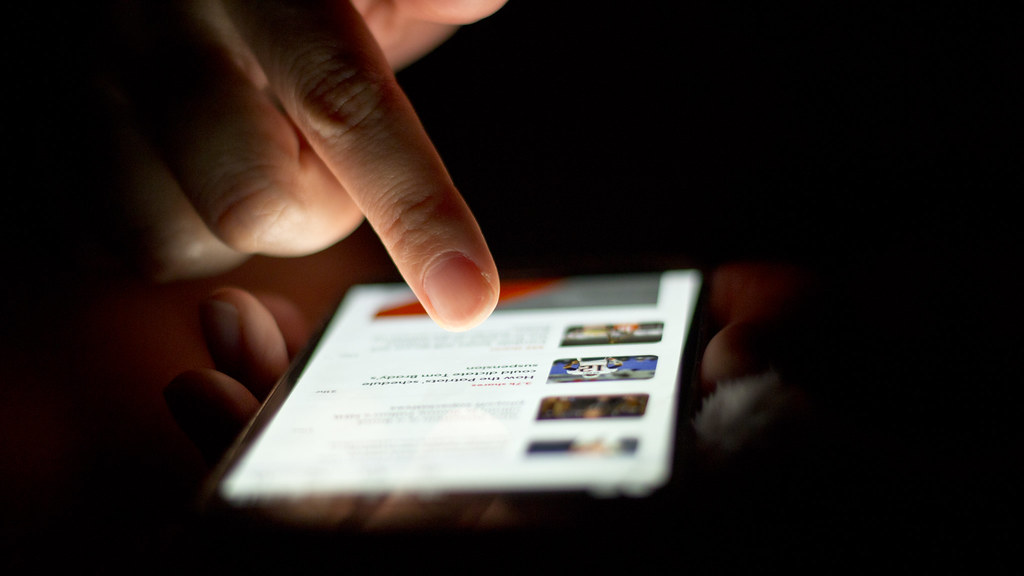
Uma pessoa lendo notícias no smartphone.

Doomscrolling (em português: rolagem da perdição) ou doomsurfing é um ato de passar muito tempo lendo grandes quantidades de notícias ruins online. O termo também pode ser definido como o consumo excessivo de vídeos verticais de curta duração por um longo período de tempo, sem se dar conta de quanto tempo passou. Depois do ato, a pessoa pode se sentir cansada e improdutiva. O fenômeno ocorre mais em crianças e adolescentes. O ato também pode ser considerado como dependência da internet. Em 2019, um estudo feito pela Academia Nacional de Ciências dos Estados Unidos descobriu que doomscrolling pode estar ligado com o declínio da saúde física e mental.

## História

### Origem
A prática de doomscrolling pode ser comparada com um fenômeno dos anos 70 conhecido por síndrome do mundo cruel, descrito como "a crença adquirida por exposição de longo termo a material violento na televisão de que o mundo é um lugar muito mais perigoso para se viver do que realmente é". Estudos mostram que ler notícias ruins faz com que a pessoa busque ainda mais informação sobre o mesmo tópico, levando a um ciclo autodestrutivo.
No uso coloquial, a palavra "doom" conota-se a escuridão e ao mal, referindo-se ao destino de alguém (como em danação). Já "surfing" significa navegar na internet (como em surfar) e "scrolling" significa navegar por conteúdo online de forma vertical (como em rolagem). Apesar de não estar oficialmente no dicionário, a palavra está sendo vigiada pelo Merriam-Webster—uma designação usada para uma palavra que está sendo cada vez mais usada na sociedade mas ainda não passa pelos critérios de inclusão. Dictionary.com a elegeu como a maior tendência do mês em agosto de 2020. O Macquarie Dictionary nomeou doomscrolling como a Escolha do Comitê da Palavra do Ano em 2020.

### Popularidade
O termo ganhou popularidade no início dos anos 2020 em eventos como a pandemia de COVID-19, protestos antirracistas nos Estados Unidos em 2020, eleição presidencial nos Estados Unidos em 2020 e a Invasão da Ucrânia pela Rússia. Em todos estes eventos, foi registrado o ato de doomscrolling exacerbado.
Doomscrolling tornou-se muito comum em usuários do X durante a pandemia de COVID-19 e foi discutida a sua relação com a crise climática.

## Explicações

### Viés negativo
Doomscrolling pode ser atribuido ao viés negativo que as pessoas têm quando consomem informação. O viés negativo é a ideia de que eventos negativos têm um maior impacto na saúde mental do que eventos positivos. De acordo com Jeffrey Hall, professor de estudos de comunicação da Universidade do Kansas, por causa do estado de contentamento de uma pessoa, potenciais ameaças chamam mais atenção. De acordo com um psiquiatra do Centro Médico Wexner da Universidade Estadual de Ohio, os seres humanos são "programados para ver o negativo e ser atraído pelo negativo, pois isso pode machucá-los fisicamente". Ele cita a origem do viés na evolução: se um dos nossos ancestrais descobrisse como uma criatura pode ferir os membros do grupo, por exemplo, eles poderiam evitar o perigo.
Mas, diferente dos humanos antigos, os humanos modernos não sabem que estão procurando por informação negativa. Os algorítimos de redes sociais, buscando engajamento, disponibilizam postagens de natureza similar, que pode alimentar o hábito de doomscrolling. De acordo com o diretor clínico do Centro de Tratamento e Estudo da Ansiedade da Faculdade Perelman de Medicina da Universidade de Pensilvânia, "as pessoas têm uma pergunta, querem uma resposta e assumem que consegui-la fará com que elas se sintam melhor... E você continua rolando e rolando. Muitos acham que isso vai ajudar, mas no fim você acaba se sentindo pior".

### Anatomia cerebral
Doomscrolling pode ser o resultado de um mecanismo evolutivo onde humanos estão "antenados em telas para antecipar perigos". Ao frequentemente monitorar eventos cobertos por manchetes negativas, se manter informado pode gerar o sentimento de estar melhor preparado para perigos. Mas a leitura prolongada pode levar a uma piora no humor e na saúde mental, pois os sentimentos de medo serão aumentados.
O giro frontal inferior (GFI) tem um papel importante no processamento e integração de novas informações nas crenças pessoais sobre a realidade. No GFI, o cérebro "filtra" seletivamente as notícias ruins quando apresentado com novas informações e atualiza suas crenças. Durante o ato de doomscrolling, o cérebro pode se sentir sob ameaça e desligar completamente o filtro.
Em um estudo onde os pesquisadores manipularam o lado esquerdo do GFI com estimulação magnética transcraniana (EMT), os pacientes se tornaram mais sucetíveis a incorporar informações negativas enquanto atualizavam suas crenças. O experimento sugere que o lado esquerdo do GFI pode ser o responsável por inibir as notícias ruins de crenças pessoais alteradas. Quando os participantes foram apresentados com notícias boas e estimulados com o EMT, o cérebro continuou a atualizar as crenças pessoais. O estudo também sugere que o cérebro filtre informação seletivamente e atualize suas crenças de forma a reduzir o estresse e ansiedade ao favorecer o processamento de boas notícias (viés do otimismo). Doomscrolling expõe o cérebro a maiores quantidades de notícias ruins e pode restringir sua habilidade de processar notícias boas. Isso pode resultar em emoções negativas, como ansiedade, depressão e isolamento.

## Impactos na saúde

### Efeitos psicológicos
Profissionais de saúde afirmam que doomscrolling pode ter impacto negativo em problemas mentais preexistentes. Apesar do impacto no geral do doomscrolling variar, o ato comumente faz com que o indivíduo se sinta ansioso, estressado, com medo, deprimido e isolado.

#### Pesquisa
Professores de psicologia da Universidade de Sussex conduziram um estudo onde os participantes assistiam notícias na televisão consideradas "material de valência positivos, neutros e negativos". O estudo revelou que os participantes que assistiram notícias negativas mostraram um aumento nos quadros de ansiedade, tristeza e catastrofismo sobre suas preocupações pessoais.
Um estudo conduzido por pesquisadores de psicologia junto com o Huffington Post mostrou que os participantes que assistiram três minutos de notícias negativas de manhã eram 27% mais inclinados a relatar ter passado por um dia ruim seis horas depois. Comparativamente, um grupo que assistiu notícias focadas em soluções de problemas relataram ter passado por um dia bom em 88% das vezes.

## Evasão de notícias
Algumas pessoas passaram a evitar qualquer tipo de notícias como um mecanismo de enfrentamento. Um estudo conduzido entre 2017 e 2022 mostrou um aumento na evasão de notícias, e que 38% das pessoas admitiram evitar completamente qualquer tipo de notícias, um aumento de 29% se comparado a 2017. Até mesmo alguns jornalistas admitiram evitar notícias. A jornalista Amanda Ripley escreveu que "as pessoas que produzem notícias estão sofrendo, e mesmo que eles não admitam, é o problema está sendo exposto". Ela também citou maneiras que ela acreditava que ajudaria no problema, como adicionar intencionalmente mais esperança, ação e dignidade nas matérias, para que os leitores não se sentissem desamparados.